# Жена која обећава
Жена која обећава (енгл. Promising Young Woman) је филмски трилер из 2020. године у режији и по сценарију Емералд Фенел. Кери Малиган глуми проблематичну жену коју прогања трауматична прошлост док се креће у равнотежи између опраштања и освете. У споредним улогама наступају: Бо Бернам, Алисон Бри, Кленси Браун, Крис Лоуел, Џенифер Кулиџ, Лаверн Кокс и Кони Бритон.
Премијерно је приказан 25. јануара 2020. године на Филмском фестивалу Санденс, док је 25. децембра исте године пуштен у биоскопе у Сједињеним Америчким Државама, односно 13. марта 2021. године у Србији. Добио је позитивне рецензије критичара и зарадио 19 милиона долара. Освојио је Оскара за најбољи оригинални сценарио на 93. додели Оскара, а такође је био номинован за Оскара за најбољи филм, Оскара за најбољег редитеља, Оскара за најбољу глумицу у главној улози и Оскара за најбољу монтажу. Добитник је награде за најбољи сценарио и на додели Филмских награда по избору критичара, награда Удружења сценариста Америке и награда БАФТА.

## Радња
Сви су говорили да је Кеси млада жена која обећава док није дошло до мистериозног догађаја који је нагло преокренуо њену будућност. Али ништа у њеном животу није онакво каквим се чини: она је опако паметна, лукава и ноћу води тајни, двоструки живот. Неочекивани сусрет пружиће Кеси нову шансу да исправи прошлост.

## Улоге
| Глумац              | Улога         |
| ------------------- | ------------- |
| Кери Малиган        | Кеси Томас    |
| Бо Бернам           | Рајан Купер   |
| Алисон Бри          | Медисон Макфи |
| Кленси Браун        | Стенли Томас  |
| Џенифер Кулиџ       | Сузан Томас   |
| Лаверн Кокс         | Гејл          |
| Крис Лоуел          | Ал Монро      |
| Моли Шенон          | госпођа Фишер |
| Кони Бритон         | деканка Вокер |
| Адам Броди          | Џери          |
| Макс Фринфилд       | Џо            |
| Кристофер Минц Плас | Нил           |
| Стив Монро          | дектев Волтер |
| Сем Ричардсон       | Пол           |
| Алфред Молина       | Џордан Грин   |